# ساشا تراوت
ساشا تراوت (انگلیسی: Sascha Traut؛ زادهٔ ۲۱ مهٔ ۱۹۸۵) بازیکن فوتبال اهل آلمان است.
از باشگاه‌هایی که در آن بازی کرده‌است می‌توان به باشگاه فوتبال کارلسروهه، باشگاه فوتبال وورتسبورگ کیکرز، و باشگاه فوتبال وی‌اف‌آر آلن اشاره کرد.